# Ana Rabello
Ana Rabello (Rio de Janeiro, 20 de novembro de 1985) é uma cavaquinista brasileira.
É filha da compositora e cavaquinista Luciana Rabello e do compositor Paulo César Pinheiro.
Começou a estudar música aos oito anos de idade, aprendendo piano. Aprendeu cavaquinho observando sua mãe tocar. Integrou a orquestra de sopros Furiosa Portátil.
A partir de 2002 integrou o grupo de choro Regional Carioca, fundado por ela. O grupo era formado por ela (tocando cavaquinho), por seu irmão Julião Pinheiro (violão de sete cordas), Tiago Souza (bandolim), Marcos Tadeu (pandeiro), Rafael Mallmith (violão de seis cordas) e Glauber Seixas (violão de seis cordas).

## Discografia
- Reginal Carioca vol. 2
- O que vai ficar pelo salão
- Poeta da Cidade, Martinho canta Noel
- Encanteria
- Santo e Orixá
- Olívia Byington